# 斯塔沃克 (諾索夫卡區)
50°55′57″N 31°39′48″E / 50.93250°N 31.66333°E
斯塔沃克（烏克蘭語：Ставок），是烏克蘭北部的村莊，隸屬切爾尼希夫州的尼任區。該村面積0.05平方公里，海拔高度124米，2001年人口257，人口密度每平方公里5,711.1人。